# Daniel Lusko
Daniel Timothy Lusko (* 26. Dezember 1983 in Pueblo, Pueblo County, Colorado) ist ein US-amerikanischer Filmregisseur, Filmproduzent, Filmeditor, Drehbuchautor und Schauspieler.

## Leben
Lusko wurde am 26. Dezember 1983 in Pueblo geboren. Über Kurzfilme und Dokumentationen, unter anderen über den Irakkrieg und dessen Folgen, startete Lusko seine Karriere als Filmregisseur und -produzent. Bezüglich seines Films Persecuted, der final 2014 erschien, fragte er Filmkomponist Chris Ridenhour, ob dieser die dazugehörige Filmmusik komponieren könnte. Tatsächlich stimmte dieser dem Projekt zu und dadurch wurden für Lusko Verbindungen zum Filmstudio The Asylum geknüpft. Bereits 2013 feierte er sein Regiedebüt für das Filmstudio mit dem Katastrophenfilm Hypercane, für den er ein Budget von 200.000 US-Dollar und 12 Wochen Drehzeit bekam. Später folgten für das Filmstudio unter anderen die Filme Top Gunner – Die Wächter des Himmels und Ape vs. Monster, für die er als Regisseur fungierte. Zuvor schrieb er 2019 das Drehbuch für den Film The Final Level: Flucht aus Rancala.

## Filmografie (Auswahl)

### Regie
- 2006: A Broken Shield (Kurzfilm)
- 2006: Breathing Room (Kurzfilm)
- 2006: Downcast (Kurzfilm)
- 2006: Mission Town (Kurzfilm)
- 2007: Epicenter (Dokumentation)
- 2007: The Road to Rome: Tracing the Steps of Paul the Apostle (Dokumentation)
- 2009: Inside the Revolution (Dokumentation)
- 2010: Riptide (Dokumentation)
- 2010: Jesus Boat Revealed
- 2011: Never Surrender (Dokumentation)
- 2013: Hypercane (500 MPH Storm)
- 2014: Persecuted
- 2019: Mommy Would Never Hurt You (Fernsehfilm)
- 2020: Acquitted by Faith
- 2020: Top Gunner – Die Wächter des Himmels (Top Gunner)
- 2020: Agoraphobia (Kurzfilm)
- 2021: Ape vs. Monster
- 2022: Family Friends (Fernsehfilm)
- 2022: The Adventures of Bunny Bravo

### Produktion
- 2006: A Broken Shield (Kurzfilm)
- 2006: Breathing Room (Kurzfilm)
- 2006: The Greatness of Steve Buscemi (Kurzfilm)
- 2006: Downcast (Kurzfilm)
- 2006: Vengeance (Kurzfilm)
- 2006: Mission Town (Kurzfilm)
- 2007: Epicenter (Dokumentation)
- 2007: Triangle Blvd. (Kurzfilm)
- 2007: The Road to Rome: Tracing the Steps of Paul the Apostle (Dokumentation)
- 2008: Luna’s Goodbye (Kurzfilm)
- 2009: Inside the Revolution (Dokumentation)
- 2010: Riptide (Dokumentation)
- 2011: Never Surrender (Dokumentation)
- 2014: Persecuted
- 2020: Top Gunner – Die Wächter des Himmels (Top Gunner)
- 2020: Agoraphobia (Kurzfilm)
- 2021: Ape vs. Monster

### Drehbuch
- 2006: A Broken Shield (Kurzfilm)
- 2006: Breathing Room (Kurzfilm)
- 2006: Downcast (Kurzfilm)
- 2006: Mission Town (Kurzfilm)
- 2007: Epicenter (Dokumentation)
- 2009: Inside the Revolution (Dokumentation)
- 2010: Riptide (Dokumentation)
- 2014: Persecuted
- 2018: Moviebaby Masterclass (Fernsehserie, Episode 1x01)
- 2019: The Final Level: Flucht aus Rancala (The Final Level: Escaping Rancala)
- 2020: Agoraphobia (Kurzfilm)

### Filmeditor
- 2006: A Broken Shield (Kurzfilm)
- 2006: Breathing Room (Kurzfilm)
- 2006: Downcast (Kurzfilm)
- 2006: Mission Town (Kurzfilm)
- 2007: Epicenter (Dokumentation)
- 2007: The Road to Rome: Tracing the Steps of Paul the Apostle (Dokumentation)
- 2008–2009: Easy Money (Fernsehserie, 8 Episoden)
- 2009: Inside the Revolution (Dokumentation)
- 2010: Riptide (Dokumentation)
- 2010: Jesus Boat Revealed
- 2011: Never Surrender (Dokumentation)

### Schauspiel
- 2006: A Bump in the Night (Kurzfilm)
- 2006: Dinner with Joe (Kurzfilm)
- 2006: Jerry (Kurzfilm)
- 2006: Shattered Affection (Kurzfilm)
- 2018: Moviebaby Masterclass (Fernsehserie, Episode 1x01)
- 2020: Top Gunner – Die Wächter des Himmels (Top Gunner)
- 2020: Agoraphobia (Kurzfilm)